# Royal Statistical Society

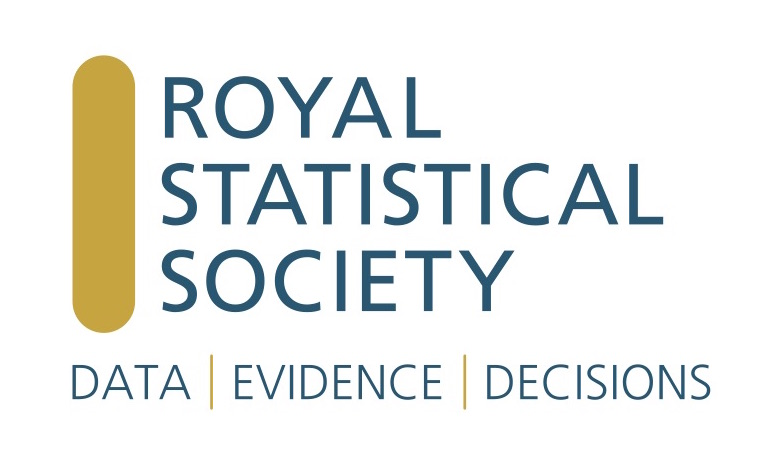
Logo

Die Royal Statistical Society (RSS) (deutsch: Königliche Statistische Gesellschaft) ist eine Gelehrtengesellschaft und eine professionelle Körperschaft für Statistiker in Großbritannien.

## Geschichte
Sie wurde 1834 als Statistical Society of London (deutsch: Statistische Gesellschaft von London) ebendort gegründet. 1887 wurde aus ihr die Royal Statistical Society gebildet. Im Jahre 1993 wurde noch das Institute of Statisticians (deutsch: Statistisches Institut) integriert.

## Medaillen
Die Organisation verleiht jährlich die nach dem britischen Arzt und Statistiker William Guy (1810–1885) benannte Guy-Medaille.

## Bekannte Mitglieder
Zu den ehemaligen Mitgliedern zählte Florence Nightingale, die 1858 das erste weibliche Mitglied der Gesellschaft wurde.